# Escriptori virtual

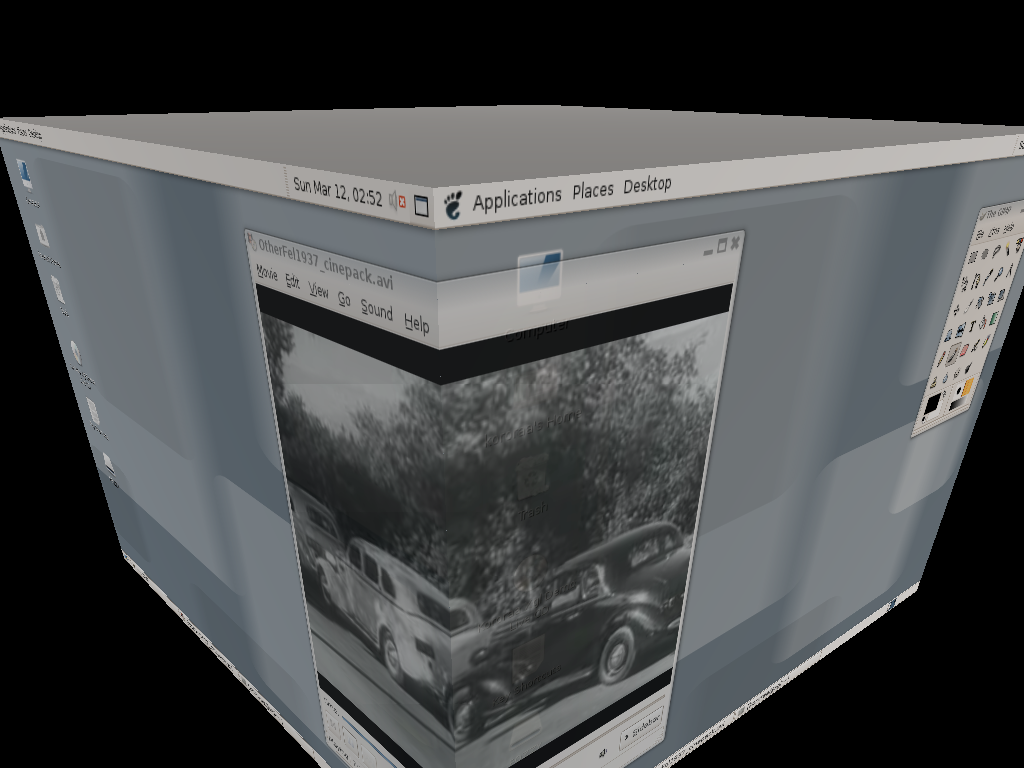
Escriptori virtual tridimensional en forma de cub o entorn de treball en forma de cub amb quatre escriptoris virtuals

Un escriptori virtual és un escriptori que, utilitzant programari, és més gran que la pantalla de visualització. Això es pot aconseguir ampliant la superfície de treball horitzontalment o verticalment, on l'àrea visible (secció d'imatge) de l'àrea lògica més gran es pot moure cap endavant i cap enrere, o bé disposant de diversos escriptoris similars que es poden canviar entre ells.

## Característiques
Els escriptoris virtuals estan dissenyats per ampliar l'espai limitat d'una pantalla, de manera que com més petita sigui la pantalla, més s'utilitzen. Especialment amb subquaderns, la configuració d'un escriptori virtual més gran és sovint l'única manera de complir els requisits de resolució del monitor. Si hi ha diversos escriptoris, les finestres d'aplicacions es poden distribuir entre els diferents escriptoris, que solen tenir números o noms, cosa que de vegades augmenta enormement la claredat.

## Linux
Particularment sota Linux, el terme "escriptori virtual" s'utilitza habitualment com a sinònim de l'àrea de treball visible individualment. Escriptoris virtuals = cada interfície gràfica de Linux i cada gestor de finestres de Linux admeten diversos espais de treball (àrees). Les interfícies de Linux Unity i Gnome Shell anomenen els escriptoris virtuals "espais de treball" o "espais de treball". S'hi accedeix a Gnome Shell mitjançant la visió general "Activitats". KDE SC, d'altra banda, utilitza "activitats" com a terme per a entorns de treball (múltiples), que al seu torn poden contenir un gran nombre d'escriptoris virtuals = superfícies de treball.

## MacOs-Windows
Al Mac OS d'Apple, el concepte corresponent de múltiples espais de treball s'anomena espais. A partir de la versió 10, el sistema operatiu Windows de Microsoft també permet espais de treball/escriptoris virtuals.